# Eugenia Adams-Mureșanu
Eugenia Adams-Mureșanu (nume la naștere: Eugenia Mărgineanu; n. 11 octombrie 1913, Defiance, Ohio - d. ?) a fost o poetă și prozatoare din intelectualitatea clujeană, victimă a regimului comunist și reprezentantă a exilului literar românesc din America. A fost soția preotului Florea Mureșanu și apoi a filosofului D. D. Roșca. Este recunoscută ca una din muzele lui Lucian Blaga, fiind prezentă în romanul Luntrea lui Caron sub numele Octavia.

## Biografie
S-a născut în Defiance, Ohio, ca al șaptelea copil din cei zece ai soților Paraschiva și Nicolae Mărgineanu, români emigrați în America. După moartea tatălui a revenit în România împreună cu mama sa, stabilindu-se în regiunea de obârșie, la Ocna Sibiului. Aici a lucrat ca învățătoare. La 4 iulie 1932 s-a căsătorit în Ocna Sibiului cu teologul și preotul Florea Mureșanu. Cu acesta a avut doi copii: Delia (1933-2016, căsătorită Beju, cercetătoare în SUA în domeniul cancerului) și Andrei-Porfir. Preotul Florea Mureșanu, intelectual reputat și misionar fervent, a devenit slujitor la Biserica ortodoxă Sfânta Treime din Cluj (celebra Biserică din Deal) și protopop al Clujului.
Casa din Cluj a soților Mureșanu a ajuns salon literar, frecventat de Lucian Blaga, Victor Papilian, Bartolomeu Valeriu Anania și alții. Apropierea dintre Lulu (Blaga) și Genie (Mureșanu) era cunoscută în epocă. Fermecătoarea scriitoare este prezentă în Luntrea lui Caron cu numele Octavia, lucru pe care chiar autorul l-a mărturisit fiicei sale.
„Soția sa, Eugenia Mureșan, era o femeie de o rară distincție, calitate esențială, fără de care frumusețea ei ar fi rămas doar frumusețe. Autoare a unui volum de nuvele, publicat la Cluj în vremea ocupației maghiare, ea avea și darurile unei amfitrioane superbe, așa cum trebuie să fi fost, pe vremuri, cele ce creaseră «salonul francez»”.
Eugenia Mureșanu a absolvit cursurile Facultății de Teologie din Sibiu (1947) și pe cele ale Facultății de Filologie din Cluj (1949). În 1950 a fost arestată împreună cu soțul ei, fiind eliberată în 1952. După întoarcerea din detenție, preotul Florea Mureșanu i-a propus să intre în monahism, dând curs unui legământ făcut în detenție. Scriitoarea nu l-a urmat, iar separarea dintre cei doi soți a avut loc în scurtă vreme. În 1956 Eugenia Adams-Mureșanu s-a căsătorit cu filosoful D. D. Roșca. Cununia religioasă a fost oficiată chiar de preotul Florea Mureșanu, fostul ei soț, ca o dovadă a faptului că a fost de acord cu această căsătorie (el a murit cinci ani mai târziu într-o a doua detenție în închisoarea Aiud).
Eugenia Adams-Mureșanu a fost deținută din nou în închisoare între anii 1958-1960. A divorțat de D.D. Roșca în 1969, „după câțiva ani furtunoși de căsnicie” și a trăit în Cluj până în 1971, când a părăsit România și a emigrat în SUA.

## Activitatea literară
A debutat în 1933 cu proză pentru copii și cu traduceri în revista Satul și școala, colaborând sporadic la mai multe periodice din România (Revista Fundațiilor Regale, Luceafărul, Claviaturi, Viața ilustrată etc.). Debutul editorial a avut loc în 1939 cu placheta de versuri Casa cu pitici, apărută la Cluj. Volumul de proză scurtă Învierea fariseului Eleazar (1943) este una din puținele cărți românești publicate în timpul ocupației hortyste a orașului.
Mai târziu, în exil, a colaborat la Revista scriitorilor români. A publicat în America, de asemenea, câteva cărți de literatură. Cea mai importantă scriere a sa este Cântarea Psalmilor, publicată la Madrid în 1986 și prefațată de Vintilă Horia, care o considera „o transpunere a psalmilor într-un limbaj cursiv, actual și într-o versificație de sorginte folclorică”. Volumul a fost apreciat de Virgil Ierunca drept o „operă de importanță majoră în literatura românească”.
Câteva din poemele sale au fost incluse în antologia Poezii din închisori (Canada, 1982), alcătuită de Zahu Pană.

## Opera
- Casa cu pitici, versuri, Cluj, 1939;
- Învierea fariseului Eleazar, proză scurtă, Cluj, 1943;
- V. Constantinescu, album, Cluj, 1943;
- La izvorul cu pietre albastre, București, 1967;
- Sonete, București, 1968;
- The Return of Snow White, Statele Unite, 1977;
- Assault of Eden, Grand Rapids, Michigan, 1977;
- Journey to Fairy-Land, Statele Unite, 1978;
- Cântarea Psalmilor, pref. de Vintilă Horia, Madrid, 1986.

### Traduceri
- Plinio Corrêa de Oliveira, Revoluție și Contrarevoluție,[6] Editura Tradiție, București, 1995 ISBN: 973-96898-0-9